# Christopher Duggan
Christopher Duggan, född 4 november 1957, död 2 november 2015, var en brittisk författare, professor och universitetslektor i italiensk historia, och universitetsdirektör vid Centre for the Advanced Study of Italian Society vid University of Reading.

## Källa
- Christopher Duggan Obituary – The Guardian.

### Fotnoter
1. 1 2 3 4  läs online, www.cambridge.org  , läst: 5 februari 2022.[källa från Wikidata]
2. ↑  Tjeckiska nationalbibliotekets databas, NKC-ID: xx0229863, läst: 19 december 2022.[källa från Wikidata]
3. ↑  Bibliothèque nationale de France, BnF Catalogue général : öppen dataplattform, id-nummer i Frankrikes nationalbiblioteks katalog: 12194241k, läst: 5 februari 2022.[källa från Wikidata]